# 창의적 문제해결 과정
창의적 문제해결 과정 (Creative Problem Solving Process,CPS)는 알렉스 오스본과 시드 파네스에 의해 만들어진 6단계의 창의적 문제 해결법이다. 창의력 문제해결력은 다양한 교수-학습모형을 통해서 계발될 수 있다. 예를 들어 사회과의 주요 교수-학습모형으로 제시되는 탐구학습 모형, 극화학습 모형, 프로젝트 및 주제 수업 등을 통해서 창의적 문제해결력을 신장시킬 수 있다. 그런데, 사회교과목은 그 특성상 새롭기만 해서는 안 되고, 유용성과 적절성을 지닌 문제해결방법이나 산출물을 요구한다. 즉, 정보를 습득하고, 습득한 정보를 바탕으로 문제를 발견하고 해결하기 위해 다양하고, 독창적이며, 타당한 해결방법을 찾아내는 능력이 필요한 것이다. 이러한 것들을 만족시켜 줄 수 있는 교수-학습모형으로 많은 사회교육학자들 사이에서 대두되고 있는 것이 창의적 문제해결(Creative Problem Solving : CPS) 모형이다.

## 단계
1. 목표발견 (Objective Finding) : 목표 발견은 문제를 해결하기 위해 가장 중요하거나 시발점을 찾기 위하여 본인이 중요하게 생각하는 목표나 개인적으로 문제를 다루는 스타일을 고려하는 것을 말한다. 여기서 주요 관심사는 창의적 문제 해결 노력이 바르게 나아갈 수 있도록 목표와 영역을 정하는 것이다. 이를 위해서 목표 진술문을 작성해야 한다. 목표 진술문은 명쾌하고 간결한 형태의 문장으로 나타나며 수업을 통하여 나아가기를 원하는 방향을 제시한다. 다양한 목표 진술문은 학생들의 흥미와 영향력 그리고 상상력의 활용여부, 중요성 그리고 즉시성의 정도에 따라 평가되고 선정된다.
2. 사실발견 (Fact Finding) : 이 단계는 이전 단계에서 수집한 모든 정보를 검토하는 단계에서 시작된다. 그리고 문제를 더 잘 이해하기 위해 그 문제를 둘러싼 모든 정보들 - 사실, 느낌, 의문점, 스스로 느끼는 예감과 관심(걱정) - 들을 면밀히 검사하게 된다. 자료 발견 단계에서는 학습과제나 문제 상황과 관련된 모든 정보를 고려하게 된다. 이 단계에서는 누가, 언제, 어디서, 무엇을, 왜, 어떻게 라는 6개의 의문사로 시작되는 질문들을 제안하고 바라는 미래의 상태와 현재의 실제 모습을 다양하게 기술해 봄으로써 제안하고 바라는 미래의 상태와 현재의 실제 사실들을 다양하게 기술해 봄으로써 다양한 자료를 찾을 수 있다. 지식, 경험, 지각, 느낌, 의문점 등과 관련된 풍부한 자료 중에서 실제의 상황을 이해하는 데 도움이 될 수 있는 자료들만 선별하고 분류하여 조직해야 한다.
3. 문제 발견 (Problem Finding): 이 단계에서의 중요한 일은 이전 단계에서 접했던 중요한 정보를 가지고 한 문제를 형식화하는 것, 즉 문제를 정하는 것이다. 즉 해결하고자 하는 학습 문제나 관심이 있는 구체적인 영역을 진술하는 것이다. 이때 작성된 진술문에는 문제 소유자, 목적, 방법, 그리고 행위 동사가 포함되어야 한다. 문제 진술문은 부정적인 표현이나 사고를 억제하는 진술은 지양되어야 한다. 뿐만 아니라 간결하면서도 새로운 아이디어를 발견한 가능성이 있도록 표현되어야 하고 사고를 제한하는 기준들로부터 벗어나서 원하는 논쟁점을 진술해야 한다. 그리고 다양한 문제 진술문 중에서 새로운 아이디어나 가능한 해결안을 고무하고 상황의 본질이 가장 적절하게 정의된 문제 진술문을 선정해야 한다.
4. 아이디어 발견 (Idea Finding) : 일단 적합하고 작업 가능한 문제를 정리하여 문자화한 수에 가능한 한 많은 아이디어를 산출해야 한다. 즉 확산적 사고에 보다 강조를 두는 것으로, 이 단계를 거치는 동안 새롭고 특이한 아이디어를 생산하기 위해 여러 가지 다양한 기술 혹은 전략을 사용하게 된다. 이때 판단을 유예하는 것은 많은 도움이 된다. 가능한 한 많은 아이디어를 찾으려 할 때에 너무 빨리, 혹은 너무 많은 평가를 하는 것은 생각을 억제할 수도 있고 매우 특이하고 가능성 있는 아이디어를 간과하는 원인이 되기도 한다. 아이디어의 평가를 나중에 하는 것이 평가로 인하여 잃어버리거나 거부당한 아이디어를 재생시키는 것보다 훨씬 더 쉽다.
5. 해결책 발견 (Solution Finding) : 아이디어를 목록화한 후에 문제를 해결하는 데 가장 가능성이 높은 해결책을 결정하는 단계이다. 이 단계에서 먼저 아이디어를 평가하는 데 쓰일 기준을 만들고 그 다음 기준을 토대로 아이디어들을 상세하고 조직적으로 평가한다. 이때 단순히 한 가지 아이디어만을 선택하고 나머지를 버리는 것도 아니고, 완벽한 아이디어만을 찾는 것도 아니다. 지금 갖고 있는 아이디어들 중에서 문제 해결에 가장 가능성이 있다고 생각되는 것을 찾으려고 하는 것이다.
6. 수용안 발견 (Acceptance Finding) : 해결책 발견이 아이디어를 해결책으로 바꾸는 데 초점을 두는 반면에 수용안 발견은 현재의 상황을, 바라는 미래 상태로 바꾸는 행동에 초점을 둔다. 이때 행동으로 옮기는 데 있어 영향을 미치는 요인들을 확인해야 한다. 영향을 미치는 요인 중 방해가 되는 요인과 제한점을 확인하고 그것을 극복하는 방법을 구안해야 한다. 또한 해결안을 수용하기 위해 취해야 할 잠재적인 행동 단계를 산출하고 계획을 수렴해야 한다.